# Вольная борьба на летних Олимпийских играх 1948 — до 79 кг
Соревнования по вольной борьбе в рамках Олимпийских игр 1948 года в среднем весе (до 79 килограммов) прошли в Лондоне с 29 по 31 июля 1948 года в «Empress Hall».
Турнир проводился по системе с начислением штрафных баллов. За чистую победу штрафные баллы не начислялись, за победу по очкам борец получал один штрафной балл, за поражение по очкам со счётом 2-1 два штрафных балла, за поражение со счётом 3-0 или чистое поражение — три штрафных балла. Борец, набравший пять штрафных баллов, из турнира выбывал. Борцы, вышедшие в финал, проводили встречи между собой. В случае, если они уже встречались в предварительных встречах, такие результаты зачитывались. Схватка по регламенту турнира продолжалась 15 минут. Если в течение первых шести минут не было зафиксировано туше, то судьи могли определить борца, имеющего преимущество. Если преимущество никому не отдавалось, то назначалось шесть минут борьбы в партере, при этом каждый из борцов находился внизу по три минуты (очередность определялась жребием). Если кому-то из борцов было отдано преимущество, то он имел право выбора следующих шести минут борьбы: либо в партере сверху, либо в стойке. Если по истечении шести минут не фиксировалась чистая победа, то оставшиеся три минуты борцы боролись в стойке.
В среднем весе боролись 16 участников. Ни одного из призёров послевоенных чемпионатов Европы по вольной или греко-римской борьбе в категории не выступало, таким образом, фаворитов не было. Финалисты определились быстро, всего за четыре круга. Ими были Глен Брэнд (1 штрафной балл), Адиль Джандемир (4 балла), Эрик Линден (2 балла), при этом Джандемир уже проиграл Брэнду. Таким образом, финальная встреча Линдена и Брэнда определяла положение всех борцов на пьедестале. Чистая победа Брэнда или победа со счётом 3-0 приносила тому «золото», отправляла Линдена на третье место, а Джандемир выходил на второе место. Победа Брэнда со счётом 2-1 приносила ему золотую медаль, а между Джандемиром и Линденом должна была состояться встреча за «серебро». Победа Линдена с любым счётом приносила бы ему первое место, Брэнду второе, а Джандемиру третье. Брэнд победил со счётом 3-0 и стал олимпийским чемпионом.    

## Призовые места
- Глен Брэнд (USA)
- Адиль Джандемир (TUR)
- Эрик Линден (SWE)

## Первый круг
| Штрафных баллов | Участник 1            | Результат    | Участник 2              | Штрафных баллов |
| --------------- | --------------------- | ------------ | ----------------------- | --------------- |
| 0               | Адиль Джандемир (TUR) | Туше (7:26)  | Брюс Артур (AUS)        | 3               |
| 0               | Морис Вашо (CAN)      | Туше (0:54)  | Кешав Рой (IND)         | 3               |
| 1               | Эдди Боуэй (GBR)      | 3-0          | Эдуардо Ассам (MEX)     | 3               |
| 1               | Пааво Сеппонен (FIN)  | 3-0          | Андре Бруно (FRA)       | 3               |
| 0               | Пауль Дётвилер (SUI)  | Туше (1:53)  | Антон Фогель (AUT)      | 3               |
| 1               | Калли Рейц (RSA)      | 2-1          | Аббас Ахмад (EGY)       | 2               |
| 0               | Эрик Линден (SWE)     | Туше (10:35) | Жан-Баптист Беной (BEL) | 3               |
| 1               | Глен Брэнд (USA)      | 2-1          | Аббас Харири (IRI)¹     | 2               |

¹ С соревнований снялся.

## Второй круг
| Штрафных баллов | Участник 1            | Результат   | Участник 2              | Штрафных баллов |
| --------------- | --------------------- | ----------- | ----------------------- | --------------- |
| 3               | Брюс Артур (AUS)      | Туше (4:15) | Кешав Рой (IND)         | 6               |
| 1               | Адиль Джандемир (TUR) | 2-1         | Морис Вашо (CAN)        | 2               |
| 1               | Пааво Сеппонен (FIN)  | Туше (4:54) | Эдуардо Ассам (MEX)     | 6               |
| 4               | Андре Бруно (FRA)     | 3-0         | Эдди Боуэй (GBR)        | 4               |
| 1               | Калли Рейц (RSA)      | Туше (5:48) | Антон Фогель (AUT)      | 6               |
| 1               | Пауль Дётвилер (SUI)  | 2-1         | Жан-Баптист Беной (BEL) | 5               |
| 0               | Эрик Линден (SWE)     | Туше (5:04) | Аббас Ахмад (EGY)       | 5               |
| 1               | Глен Брэнд (USA)      | Пропускал   |                         |                 |

## Третий круг
| Штрафных баллов | Участник 1            | Результат             | Участник 2            | Штрафных баллов |
| --------------- | --------------------- | --------------------- | --------------------- | --------------- |
| 1               | Глен Брэнд (USA)      | Туше (4:21)           | Брюс Артур (AUS)      | 6               |
| 2               | Пааво Сеппонен (FIN)  | 3-0                   | Морис Вашо (CAN)      | 5               |
| 4               | Андре Бруно (FRA)     | Отстранение соперника | Пауль Дётвилер (SUI)¹ | 4               |
| 1               | Эрик Линден (SWE)     | 3-0                   | Калли Рейц (RSA)      | 4               |
| 1               | Адиль Джандемир (TUR) | Туше (11:57)          | Эдди Боуэй (GBR)      | 7               |

¹ С соревнований снялся.

## Четвёртый круг
| Штрафных баллов | Участник 1        | Результат   | Участник 2            | Штрафных баллов |
| --------------- | ----------------- | ----------- | --------------------- | --------------- |
| 1               | Глен Брэнд (USA)  | Туше (4:21) | Адиль Джандемир (TUR) | 4               |
| 5               | Калли Рейц (RSA)  | 3-0         | Пааво Сеппонен (FIN)  | 5               |
| 2               | Эрик Линден (SWE) | 3-0         | Андре Бруно (FRA)     | 7               |

## Финал
| Штрафных баллов | Участник 1            | Результат | Участник 2        | Штрафных баллов |
| --------------- | --------------------- | --------- | ----------------- | --------------- |
| 2               | Глен Брэнд (USA)      | 3-0       | Эрик Линден (SWE) | 5               |
| 4               | Адиль Джандемир (TUR) | Пропускал |                   |                 |